# Гришин, Виталий Леонидович
Виталий Леонидович Гришин (28.02.1938-25.07.2010) — председатель Волгодонского горисполкома (1973—1978). Член КПСС с 1967 года.

## Биография
Родился в 1938 году в станице Старо-Щербаковской Краснодарского края. С 1955 по 1959 год служил на Балтийском флоте.
Окончил Краснодарский институт пищевой промышленности и в июле 1963 года приехал в Волгодонск. Работал на химкомбинате инженером, механиком, старшим мастером, начальником участка, председателем заводского комитета, заместителем директора по капитальному строительству.

### Государственный деятель
С 20.06.1973 по 10.05.1978 председатель Волгодонского горисполкома. В период его руководства:
- в 1974 г. началось строительство Волгодонского завода тяжёлого машиностроения (будущего Атоммаша)
- в ноябре 1973 года началась жилая застройка на левом берегу Сухо-Солёновского залива Цимлянского водохранилища.
- 28 октября 1977 года заложен первый фундаментный блок Ростовской (Волгодонской) атомной электростанции.
- численность жителей выросла с 40 до 100 тысяч человек (с пригородами).

С 1978 г. директор консервного завода.
В 1980-е годы — заместитель генерального директора производственного объединения «Атоммаш». В последующем — председатель комитета по строительству городской администрации, главный эксперт-консультант контрольно-экспертного отдела городской Думы, руководитель строительной фирмы.
Почётный гражданин Волгодонска (04.06.2008).
Умер 25 июля 2010 года.